# Bagnacavallo
Bagnacavallo là một thành phố tại tỉnh Ravenna, Emilia-Romagna, Ý. Đô thị này có diện tích 79 km2, dân số là 16.459 người (thời điểm 30 tháng 4 năm 2008). 

## Thị xã kết nghĩa
- Neresheim, Đức
- Strzyżów, Ba Lan
- Stone, Vương quốc Anh
- Aix-en-Othe, Pháp